# GROOVE LINE
GROOVE LINE（グルーヴ・ライン）は、1998年4月から2010年3月まで、並びに2017年10月2日から2022年9月29日までJ-WAVEで放送された日本のラジオ番組である。GLと略されることもある。なお、2010年4月から2017年9月までの間は、番組タイトルをGROOVE LINE Zに改めて放送された。

## 概要
電話・電子メール・FAXによる音楽リクエスト番組であるが、毎回の放送にメッセージテーマが定められており(いわゆるネタメッセージ)、リクエストと併せてこのテーマに沿ったメッセージを送ることが求められている。この番組はJ-WAVEではそれまであまり見られることがなかった、全時間リスナー参加型コーナーで構成されている。2003年頃からはMIX MACHINE終了後の19:00頃を境にテーマを切り替えるようになった。なお、祝日が放送日の際は、J-WAVE HOLIDAY SPECIALを放送するため、18:00からの2時間短縮ヴァージョンでの放送、もしくは休止となる。
番組のノベルティにTシャツやステッカーがある。Tシャツには「他力本願」など、日本語で書かれた言葉がプリントされている。小島慶子、宮崎哲弥などは、自身が担当するAMラジオ番組で取り上げている。
2010年3月をもって一旦終了し、2010年4月から2017年9月までは同じくピストン西沢がナビゲートする『「GROOVE LINE Z』が月曜から木曜で放送された。なお、同時間帯の金曜は秀島のナビゲートで『CIRCUS CIRCUS』が後継番組として放送開始された。
2017年10月に実質7年半ぶりに当番組が放送開始。以降は「Z」時代のスタイルを引き継ぎ、リスナーのテーマメッセージを紹介しつつ、インターネットから様々なジャンルのニュースを取り上げ、合間に楽曲や各コーナーを挟む方式に変更され、音楽リクエストは廃止された。
関東地区聴取率1位 のJ-WAVEの中でも、1番の人気番組で関東地区の同時間帯の聴取率も1位を獲得している。

### J-WAVE SHIBUYA HMV STUDIOからの公開生放送
放送開始から3ヵ月後の1998年7月から2009年9月30日までの11年3ヶ月間は東京都渋谷区の渋谷センター街にあるHMV渋谷（2010年に閉店、FOREVER 21渋谷店を経て2020年11月よりIKEA渋谷店が入居）2階に設置されたサテライトスタジオから公開生放送を行っていた。HMV渋谷の休店日（毎年9月第1月曜日、年末年始など）は、六本木ヒルズ森タワー33階にあるJ-WAVE本社のスタジオから非公開で放送となっていた。
ゲストを呼ぶ際、サテライトスタジオがHMV渋谷2階のCD売り場に直結しているため、ゲストによっては店内の混雑を避けるためゲストコーナーだけHMVのイベントスペースで行うこともあった。その際は前もって整理券を配布していた。
また、公開生放送だったころはスタジオ前の観客に話しかけながら番組が進行していくことも多々あった（放送では言えないような情報は観覧客だけに筆談で公開したり、スタジオ外に設置のスピーカーのみにつながっているマイクを使って話をしていた）。またカップルで行くと西沢にいじられて、カップルにとって答えにくい妙な質問をして、「これがきっかけで別れたカップルが沢山いるんですよ」と、西沢は言っている。西沢はたびたび下ネタを匂わす（あるいは完全なる下ネタ）言葉や、あるいは放送コードすれすれの発言をし、それを秀島へ無茶振りをしたり、観客に「わかるな？」「わかるんだな？」と投げかける等、夕方のFM放送らしからぬトークが一つの名物となっていた。また下ネタトークの際は秀島は自分の存在を消すために完全に無言になる。しかし、たまに口を開くと西沢以上に危ない発言をして、西沢に逆に注意される（これは、六本木に移っても健在である）。また秀島の性格なのか曲をかけた時もイントロ部分が完全に終わるまで番組のアドレス（時間がないとドットの部分を抜いて言う）などを繰り返すなどして、トークをかぶせてくる。
スタジオに観覧に来たリスナーにはプレゼントとしてノベルティのステッカーが配布されていた。ステッカーは色が何種類かあり、日替わりで異なる色のステッカーがもらえた。ただし西沢がじらすなどして、スタッフがステッカーを配布するまでに時間がかかる事もあった。西沢によると公開生放送終了後のステッカー配布は郵送にて対応とのことだったが、半年後に開始された後番組GROOVE LINE Zでは中継コーナー「ラジオゲリラ」に参加したリスナーに配布することになった。
このサテライトスタジオからの放送開始当初はGL以外にも『SUPER LINE'J'』の公開生放送が行われたりしたこともあった。このスタジオでの音声業務は基本的に出演者の音量ミックスとリスナー観覧客頭上のスピーカー傍にあったガンマイクの調整が主であり、BGMや放送楽曲およびニュースや交通情報などのインフォメーションの音量調整は西麻布→六本木のJ-WAVE本社で行われていた。従って、生放送中に西沢や秀島が逆キューを振る姿が見られた。
なお、このスタジオにはほかのサテライトスタジオのようなマイク設備はなく、原則出演陣はヘッドセットマイクを使用していたため、それを利用してスタジオ内を動き回りながら放送していたこともあり西沢は「日本初のアクションDJ」と呼称していた。
なお、ゲストが登場する際は、マイクのつけてあるスタンドに既にケーブルが繋いであるものが常備されていて、ゲストはそれとヘッドホンを装着して放送に参加していた。また、曲がかかっている間にスタジオ観覧に来たリスナー向けにナビゲーターとゲストがトークをすることがあり、その際は前述のスタジオ外に設置のスピーカーのみにつながっているマイクを使用していた。

## シリーズの終焉
J-WAVE開局時からの"More Music Less Talk"路線を転換したJ-WAVEのいくつかの番組のうちの先駆け的な番組でもあった『GROOVE LINE』シリーズであるが、2022年9月29日の放送をもって終了することとなった。同年9月1日の放送で西沢から「そうだ、この番組、今月いっぱいで終了です」と発表され、西沢のYouTubeチャンネルでも公表された。その理由については「J-WAVEの憲法に反した」とも表現していたが、実際のところはYouTubeやSNS、モータースポーツ関係の方面へ主軸を移したいのもあった模様。
この日以降は番組にゆかりあるゲストが数多く登場している。最終回前日の9月28日には12年ぶりに秀島とのツインナビが復活し、翌29日の最終回。番組最後のゲストには松崎しげると中村正人が登場、戸田恵子が電話出演、SOIL&"PIMP"SESSIONSの社長、wyolicaのAzumi、松嶋初音、LiLiCoも飛び入り出演した。いつものDJコーナーである「MIX MACHINE」終了後、挨拶しトイレに行くと言ったまま西沢はJ-WAVEを去る。西沢不在でスタジオは混乱、ほのかが進行するなか、直後の『JAM THE PLANET』担当のグローバー、秀島やLiLiCo、松嶋を始め、クリス・ペプラー、ジョン・カビラ、サッシャなど終わりを見届けに来たナビゲーターたちがブースに入ってその場を繋ぐも、スタッフのスマートフォンに届いた西沢のリスナーに感謝と別れを告げるボイスメッセージが流され、直後集まった面々の拍手と「サライ」で24年半の歴史に幕を下ろした。この件についてもボイスメッセージで触れており、「最後ぶん投げて、逃げちゃうのも、最後ぐじゅぐじゅとみんなにありがとうございましたって言われるのが嫌で、自由を最後まで貫き通そうと思ってやることなんで、どうか許してください」という西沢なりの考えあってのことであった。現場に居合わせたクリスはツイッターで「「逃げやがったな~」w」とつぶやきながらも「形式が苦手な彼らしいピリオドだった。お疲れピストン！」とエールを送った。
この最終回について、10月14日放送の文化放送『おとなりさん』に西沢がゲスト出演した際や、12月3日掲載の文春オンラインのインタビュー記事で顛末を語っており、当日J-WAVEに入るとたくさんの花が贈られているのを見て、上述の通りベタベタしたくなかったという事もあり、放送開始15分前にこのことを思いつき、ボイスメッセージを録音した上で番組を締められるようディレクター2人にのみ計画を話し、それ以外は皆知らない状態で放送したという。西沢は「自分がやったことがうまくいきそうでワクワクした」とJ-WAVEを後にする時の心境を語っており、地下駐車場から車を出してから番組を聞き始め、最後の場面で拍手喝采となったのを聞くと車内で大笑いするとともにガッツポーズしたという。
放送年数24年半はJ-WAVEにおいては『TOKIO HOT 100』『SAUDE! SAUDADE...』に次ぐ3番目の長さであった。
後継番組は『GRAND MARQUEE』。

## ナビゲーター
- ピストン西沢
- 秀島史香（2000年4月 - 2010年3月）

西沢と秀島は年に数回1～2週間の休暇をとる。また、西沢が日本カー・オブ・ザ・イヤーの選考委員を務めている関係上、放送日と選考日が重なった場合も休暇をとる。その間はピンチヒッターを呼ぶが、1週間通して1人が担当することもあれば、日替わりになることもある。LiLiCoらは1週間通すことが多く、DJ DRAGON・松尾"KC"潔・渡辺祐らは日替わりになることが多い。かつてJ-WAVEナビゲーターだった人物が務めることもある。
ピンチヒッターは番組全編にわたって出演することがほとんどだが、2007年11月19日からの週は18:30頃でピンチヒッターの出演が終了し、それ以降は西沢が1人で進行した。西沢のソロナビゲートは2000年に秀島が登場して以来およそ7年ぶりだった。また、2009年11月16日からの週も18:30頃でピンチヒッターの出演が終了。それ以降は秀島が1人で進行した。秀島のソロナビゲートは初。西沢は「秀島さんの腕が試される」などと発言するなど注目していたが、結果は良好だったようで、2010年4月から西沢は月曜から木曜の同時間帯の後継番組「GROOVE LINE Z」を、秀島は金曜の同時間帯の後継番組「CIRCUS CIRCUS」を担当することとなった。
コンビ解消後、3度ほど共演しており、2度は秀島が著書を出したタイミングで呼ばれている。
- 2017年3月6日、「いい空気を一瞬で作る話し方」を発売した際。取材を受ける過程で西沢に挨拶するためにスタジオを覗いただけが、西沢にブースに入れられた[18][19]。
- 2022年6月22日に2度目の共演。「なぜか聴きたくなる人の話し方」発売直後、かつスペシャルウィーク期間中のオファー。当初は18時台のGUEST ZONEのみのはずがまたもや西沢の「おう、入れ入れー！もう今から喋ろうぜ！」の一言により17時台からツインナビゲートが復活する運びとなった[20][21]
- 2022年9月28日は、翌日に最終回を控え、番組全篇をツインナビゲートで行う運びとなった。実に12年半ぶりのツインナビ完全復活となった。

## 歴史
GROOVE LINEの直接の前身にあたる番組はTHE VILLAGE。同番組は午後から夜の時間帯をカバーするワイド番組であったが、1997年10月に2部構成となり、そのパート2のうち火曜から金曜を西沢が担当していた（西沢が月曜日にtvkの生番組を担当していたため）。

### 2010年3月の放送終了まで
- 1998年4月 - THE VILLAGEから独立する形で番組開始となる。QUIZ MASTERとMUSIC RESCUEは開始時から続くコーナーである。当初の放送時間は18:30-20:00だった。
- 1998年7月 - リニューアルオープンしたHMV渋谷の2階にJ-WAVE渋谷HMVスタジオが設けられたのに伴い、同所から放送の公開番組となった。
- 1998年10月 - 開始時間が30分繰り上がり18:00開始となる。
- 2000年4月 - さらに開始が60分繰り上がって17:00開始の3時間に拡大されるとともに、それまで夜間帯のJ-POP情報番組「J's IMPACT」を担当していた秀島が番組に加わる。
- 2004年9月20日 - J-WAVE HOLIDAY SPECIAL DoCoMo melodycall presents SUPER GROOVE LINEとして9:00 - 17:55まで初のスペシャル番組を放送。特番終了後の18:00 - 20:00も引き続き通常番組のGROOVE LINEとして放送し、合計10時間55分もの長時間生放送を行う。GLの歴史のみならずJ-WAVEの歴史を見てもレギュラー番組の拡大版で11時間にわたる生放送は初めてである。
- 2005年4月1日 - 30分拡大され、3時間半の体制となる。
- 2007年11月 - この月に発売のpsiko11月号で西沢と秀島の紙上対談を行った。
- 2007年12月 - 「ゴールドメンバー」制導入。西沢の強烈な振りに堪えることができたリスナー・観客に金色の特製ステッカーをプレゼントするというもの。西沢曰く「ゴールドメンバーは心の支え」。
- 2008年3月31日 - 電話リクエストの受付が終了。
- 2009年9月30日 - 契約期間満了によりJ-WAVE渋谷HMVスタジオが閉鎖するのに伴い、この日をもって同スタジオでの放送を終了となった。（同年9月18日の放送内で発表）。翌10月1日より六本木ヒルズの本社スタジオからの非公開放送となる。飛び入りゲスト：LiLiCo、Rachel Chan（当番組直前の時間帯の番組『RENDEZ-VOUS』を担当）また、最後までの数回は外のマイクのカフがほぼ上げられたままとなり、すべての言動に対するリアクションが放送電波に乗ったほか、30日のMIX MACHINEはリスナーとの合同で行われた。番組最後は、西沢からの感謝の言葉とともに通常テーマの「dodo」ではなく、「サライ」で閉められた。
- 2009年10月1日 - 六本木ヒルズの本社スタジオからの非公開放送開始。同時に公式サイト・番組ロゴ・オープニングテーマを完全リニューアル（エンディングは「dodo」のまま）。
- 2009年11月25日 - おなじ六本木ヒルズにある放送局テレビ朝日のイベントスペース「umu」(ウム)から、GROOVE LINE from UMUとして公開生放送。
- 2010年3月8日 - この日の放送で4月より番組を再編すると発表[16][17][22]。4月からは同じ放送時間帯で、月曜〜木曜には西沢と新しいアシスタントとなる有宗麻莉子とで『GROOVE LINE Z』を放送開始。16時台には80秒程度の生CM枠を設置する。金曜日は秀島のソロナビゲートで『CIRCUS CIRCUS』を放送開始。
- 2010年3月31日 - 番組終了。

### 2017年10月の放送再開から
- 2017年10月2日 - 当番組をリニューアル・改題して放送されていた『GROOVE LINE Z』が、7年半ぶりに番組開始当初のタイトルに戻されての放送となる。曜日は月曜から木曜のまま、同時に放送時間が19時までの放送となり、60分短縮となる。
- 2021年4月1日 - 18時台前半に「GROOVE LINE TOKYO NEST」というゾーン名称を設定。また番組公式YouTubeチャンネルを開設しスタジオの模様の生配信を実施、SNSとの連動も強化[23]。
- 2022年9月1日 - 番組のエンディングトークで9月いっぱいでの番組終了を発表。
- 2022年9月28日 - 最終回前日として一日限りの復活となる秀島とのツインナビで放送。
- 2022年9月29日 - 最終回。（前述）

## タイムテーブル
- 16:30 - オープニング
- 16:55頃 - J-WAVE TRAFFIC INFORMATION
- 17:05頃 - J-WAVE HEADLINE NEWS
- 17:20頃 - J-WAVE TRAFFIC INFORMATION
- 17:23頃 - J-WAVE WEATHER INFORMATION
- 17:40頃 - MINMINDAHA QUIZ MASTER
- 17:50頃 - J-WAVE TRAFFIC INFORMATION
- 17:59 - J-WAVEでは数少ない時報が流れる。（J-WAVE#時報を参照）
- 18:05頃 - (月曜、水曜)RADIO PORTFOLIO
- 18:05頃 - (火曜) GEORGIA WORKER'S SONG RADIO
- 18:10頃 - (木曜) ASAHI LOGISTICS FAST AND EASY
- 18:15頃 - GUEST ZONE
- 18:30頃 - MIX MACHINE
- 18:50頃 - J-WAVE TRAFFIC INFORMATION

### 2010年3月時点
- 16:30 - オープニング

SPECIAL WEEK中、この後の曲は「かましの一曲」としてオンエアされる。
- 16:35頃 - NEWS UNIVERSE
- 16:55頃 - J-WAVE TRAFFIC INFORMATION・史香の交通安全×××

このコーナー後のCM明けくらいからチケットの先行予約などが行われる。
- 17:10頃 - MUSIC RESCUE
- 17:20頃 - J-WAVE TRAFFIC INFORMATION・史香の交通安全×××
- 17:23頃 - J-WAVE WEATHER INFORMATION
- 17:40頃 -  NAMERAKA HOMPO QUIZ MASTER
- 17:50頃 - J-WAVE TRAFFIC INFORMATION・史香の交通安全×××
- 17:59 - J-WAVEでは数少ない時報が流れる。（J-WAVE#時報を参照）

2005年1月から2007年3月までは時報前にオーディオテクニカのコメントCMが放送されていた。2007年4月からはスポンサー紹介等がないため時報前の音楽部分までトークが続けられ18:00直前まで喋り、秀島が「ここで6時のお知らせです」と発言して時報が流れ、そのままHEADLINE NEWSに入っていたが、5月からスリーボンドのCMが入るようになっていたが、再びノンスポンサーとなる。
- 18:00 - J-WAVE HEADLINE NEWS
- 18:15頃 - GUEST ZONE
- 18:30頃 - MIX MACHINE
- 18:50頃 - J-WAVE TRAFFIC INFORMATION・史香の交通安全×××
- 19:40頃 - J-WAVE TRAFFIC INFORMATION・交通安全リアルオヤジ
- 19:45頃 - DREAM WORKER

## 主なコーナー

### QUIZ MASTER
音楽に関するクイズを出題するコーナー。
- 正解者の中から抽選でアーティストグッズなどがもらえる。解答方式はおもに3択。クイズの内容はアーティストの意外な趣味、実際にあった体験談などが多い。番組に出演するゲストに事前にアンケートを行っているが、そのアンケートはほとんどゲストのトークよりも、このコーナーで使うことが多い。
- なお、このコーナーは西沢の「みんみんだっはー!」（スポンサーの常盤薬品工業の商品『眠眠打破』）というコールで始まる。「きょうきょうだっはー!」（スポンサーの常盤薬品の商品『強強打破』）「なんてんのどあめ〜!」（スポンサーの常盤薬品の商品『南天のど飴』）というコールのときもある。また、当番組で『南天のど飴』のCMソングのネタを募集し、優秀作品がCMに採用される企画を行った。さらに派生し、『南天のど飴の歌／ナンテンマン』が誕生し、J-WAVEで繰り返し放送された。
- 2010年2月3日から1ヶ月間不祥事のため常盤薬品工業がスポンサーを休止（CMはACジャパンの公共広告に差し替え）、3月8日より化粧品ブランドの「なめらか本舗」でスポンサー復帰した（タイムテーブル上ではスポンサーカットされていなかった）。
- 2017年10月からこのコーナー限定でアシスタントに五戸美樹が出演するようになった。五戸が産休に入る2022年4月以降はほのかが加入している。

### WORKER'S SONG RADIO
2019年3月からのコーナー。
- 働くリスナーからメッセージを募集して応援歌にして紹介するコーナー。

### GUEST ZONE
ゲストを呼ぶ場合、この枠がゲストコーナーとして充てられている。
- 2005年4月頃からゲストをミュージシャンに限定しなくなり、作家・ライターなどが登場している。
- なお、ゲストがいない場合は前半戦のメッセージ紹介を続行。MIX MACHINE前のCM入りの時に後半のメッセージテーマを紹介する。

### MIX MACHINE
西沢の約20分にわたるDJプレイコーナー。
- ジャンルは不問で最新ヒットから懐かしのヒット曲、演歌、童謡、トークCDまでもがミックスされる。
- 公開生放送を行っていたときはスタジオにDJセットがおかれており、西沢がその場で行うDJプレイを生で見ることもできた（なお西沢が休暇時にはあらかじめ収録したDJミックスを流している）。このコーナーでのプレイがきっかけで、2005年に綾小路きみまろの漫談リミックスアルバム「きみまろトランス」が発売された。
- 基本的に掛ける曲はDJプレイ直前、またはDJプレイ中の気分によって即興で決めるので「ピストンの気まぐれDJ MIX」とも言われる。また、ファンサービスで子供向けのアニメソングを使用したり、使用したレコードを放り投げて割ってしまったりすることもあった。
- コーナー開始当初からトヨタ自動車がスポンサーとなっていたが、2008年以降の自動車不況のあおりを受け2009年3月31日をもってスポンサーを降板することとなった。TOYOTAスポンサーのラストとなった2009年3月31日は「TOYOTA MIX MACHINE最終回!!」と題して、まるでコーナー自体が終了するかのように進行し、18:14-18:29頃のGUEST ZONEの時間帯からコーナーはスタートし、CMと提供クレジット（TOYOTAの提供時間帯はここから）を挟んだ18:30-18:50の2度にわたってDJミックスを行った。なお、翌日4月1日以降はノンスポンサーで「MIX MACHINE」を継続して放送した。
  - なお、トヨタ自動車は2014年9月15日からGROOVE LINE Z内のMIX MACHINEでスポンサーに復帰している。
- 17:10頃からの約10分、「こんな感じのミックスをやります」と言いながらDJプレイを披露する。

### 過去に放送されていたコーナー

#### ACCESS ON WEB
おすすめや面白いホームページを紹介。

#### FIGHT EXPRESS
残業中のオフィスに栄養ドリンクを差し入れるとともに、西沢のDJミックスを送る。

#### FUNKY SHOT
携帯電話の写真付きメールを使って楽しむ。

#### NET JUNKY
ACCESS ON WEBとほぼ同内容。

#### Power Of Music
JAPAN FM LEAGUE統一キャンペーンと同名の連動コーナー。リスナーの「勇気をくれた1曲」を紹介。

#### HondaRACING RADIO
西沢の得意分野でもあるモータースポーツを紹介。主にF1日本グランプリの時期に放送。

#### SHIBUYA MANIA
HMVスタジオのある渋谷の情報を伝える。

#### FUMIKA'S PICK
秀島オススメの選曲をOAする。ノンスポンサーのため、レーティングの週はこのコーナーがなくなり、後半のテーマを続けていた。

#### C.C.LemonANYTHING GOES
秀島がお勧めする商品やイベントについて取り上げる。FUMIKA'S PICKと流れは同じだが、音楽については取り上げられなくなった。

#### HMVPEOPLE'S CHOICE
HMV渋谷店からの放送当時、スタジオに来たリスナーが選んだCDを放送、プレゼントしていたコーナー。
- 金曜日はブレイク前の注目アーティストをゲストに迎えていた。
- 六本木ヒルズから放送する日は、ナビゲーター2人のおすすめの曲をかけていた。
- 2009年9月30日でHMVからの公開生放送が終了したため、同日をもって終了。

#### NEWS UNIVERSE
「宇宙の森羅万象ニュース」をテーマに放送するコーナー（西沢曰く「宇宙のヘッポコ（スットコ）ニュース」）。
- その日のスポーツ紙・夕刊（東京スポーツが主）・タブロイド紙（日刊ゲンダイ・夕刊フジ）・ウェブサイト（らばQ、ABC振興会など）に掲載された記事をピックアップ。
- 西沢が興味や関心を持った、国内外不問の話題性B級ニュースを紹介する。西沢が休みの時は秀島が記事をピックアップして紹介。2009年9月30日までDHCがスポンサーとなっていた。
- Groove Line Zにも引き継がれていたが、2016年9月末にて終了。このコーナーが終了した後は、同じく2016年9月に終了したラジオゲリラ中継の代わりにインターネットに掲載されているニュースをピックアップしている。

#### MUSIC RESCUE
タイトル・歌手名等が分からない曲をリスナーが鼻歌で留守番電話に録音。その曲について番組スタッフや他のリスナーの協力も経て調べるコーナー。
- 以前金曜日には生電話を繋ぎ、リスナーがその場で鼻歌を歌っていたが、2006年9月頃から生電話はなくなり、DoCoMo melody call 検索ランキングを放送していた。2007年6月から9月のみ金曜日はこのmelody call 検索ランキングとDoCoMo着うた検索ランキングを隔週で放送していたが、10月からNTT DoCoMoがスポンサードから抜けたのに伴い、金曜日も他の曜日と同じ進行形態になった。また、2008年6月はヒトカラSEGAがスポンサーとなっていたが、7月1日の放送より再びノンスポンサーとなる。
- 番組末期はこのコーナーと最後のDREAM WORKER はピストン西沢が一切口出しせずに秀島担当のコーナーになっている。
- Groove Line Zにも引き継がれていたが、2016年9月末にて終了。

#### DREAM WORKER
2009年10月1日から始まったコーナー。
- 残業や勉強などをしている人に直接電話をし、仕事のことなどについて話し、励ます。
- 電話に出たリスナーにはステッカーをプレゼントする。

#### PIS-CHAN MARKET
2018年6月、9月限定のコーナー。
- 西沢の私物やアーティストグッズなどをフリマアプリで出品。
- 出品した商品の売上は寄付される。

#### RADIO PORTFOLIO
2019年2月のコーナー。
- Yahoo!ファイナンスとの連動企画。
- 番組の中で最新の経済情勢と投資について株ブロガーのhinaと語り合う

#### HEISEI SOUND ARCHIVE
2018年10月から2019年3月までのコーナー。
- BS朝日「My Anniversary SONG〜HEISEI SOUND ARCHIVE〜」との連動コーナー。
- 平成30年間の音楽を、流行の裏側まで探って振り返る。
- 2019年4月からは「MY ANNIVERSARY SONG」として分離してリニューアルされた[24]。

#### FAST AND EASY
2018年10月から2019年3月までのコーナー。
- 西沢が動画投稿サイトなどから見つけたおいしそうな料理を紹介する。

#### 史香の交通安全×××・交通安全リアルオヤジ
番組内では計5回（17時台は2回、そのほかの時間帯は1回）J-WAVE TRAFFIC INFORMATION（交通情報）が放送されるが、2005年頃から16時台、17時台、18時台のTRAFFIC INFORMATIONのあとにリスナーから寄せられた「史香の交通安全×××」を紹介するようになった。当初は「史香の交通安全標語」だけだったが、次第にエスカレートしていろいろなバリエーションが寄せられている。

ピンチヒッター出演の際には、そのナビゲーターにちなんだ「交通安全」ネタが寄せられる事もある。

19時台に関しては「交通安全リアルオヤジ」を放送。西沢扮する「リアルオヤジ」が交通安全のワンポイントアドバイスをする。

## Podcasting
2007年3月30日より毎週金曜日更新で、番組の一部をPodcastingで配信していた。
- 木曜の番組が終了した後に収録する事が多い。内容としては翌週のメッセージテーマの発表と番組の一部分を再編集したもの（著作権の関係上BGMはカットされる）。
- 西沢か秀島が休みの週は配信されない。2008年11月あたりからは、放送開始前に収録し、Podcastのみの特別トークを収録しているようである。
- 2009年4月24日配信分をもって終了。全95回。

## テーマオープニング・エンディング曲

### オープニング
- 「Texas Cowboys」（The Grid） （使用開始・終了時期不詳）

『Evolver』に収録。余談だが、TBSラジオ「火曜JUNK・爆笑問題カーボーイ」のオープニングテーマも同じ曲である。
- 「Dodo （ドゥドゥ）」（doop） （使用開始不詳 - 2009年9月30日）

2009年現在は収録されているCD（『Circus Doop』）が廃盤となっており入手が困難である 。
iTunesで『Circus Doop』がダウンロード可能と確認（2010年3月現在）
不明 （2009年10月1日 - ）

### エンディング
- 「Texas Cowboys」（The Grid） （使用開始・終了時期不詳）
- 「Dodo」（doop） （使用開始時期不詳）

## 番組内でよく聞かれる発言
- 「アクションDJ」

西沢がよくこの発言をする。それは、オンエア中で喋っている間は基本椅子に座らず、自分が動きながら喋っているため。
- 「わかるな？」「わかりますね？」

下ネタを匂わす発言をしたり、あるいは放送コードすれすれの発言をした際に「あとは皆さんわかりますよね？」と言った意味で西沢がスタジオ前の観覧リスナーに振るときに使用する。
- 「出演者がいません・・・」

放送開始やCM明けによく聞かれる。秀島の発言。西沢がトイレに行ったまま、CMが明けてなかなか帰ってこなかったり、観覧リスナーに紛れている際に、秀島自身がまごまごしながら発言する。
- 「じゃ、シールをあげますか」

「シール」とは、番組観覧リスナーがもらえる番組ノベルティのステッカーのこと。ステッカーをあげる際にこの発言をするが、西沢がたまにトラップで発言後も20分、30分と時間を延ばすこともある。

## 放送しているコミュニティFM局
J-WAVEの放送を再送信しているコミュニティFM局の一部でもこの番組が放送されている。なお、この時間帯は自社製作のワイド番組を放送する傾向にあり、番組全編を再送信している放送局は少ない。
2009年7月時点
- FMいずみ（宮城県仙台市泉区） - 金曜 16:30-19:00
- ハーバーRADIO（山形県酒田市） - 月曜-金曜 16:30-17:00
- FM 愛'S（福島県会津若松市） - 月曜-水曜・金曜 19:00～20:00、木曜 19:30-20:00
- FM KENTO（新潟県新潟市中央区） - 月曜-木曜 19:00-20:00
- FMながおか（新潟県長岡市） - 火曜-木曜 19:15-20:00
- FMぜんこうじ（長野県長野市） -  月曜-木曜 16:30-17:00・18:30-20:00
- たんなん夢レディオ（福井県鯖江市） - 月曜-金曜 16:30-20:00、（フルネット）
- HARBOR STATION（福井県敦賀市） -  月曜-水曜 16:30-17:00・18:30-20:00、木曜 16:30-17:00・19:00-20:00、金曜 19:00-20:00
- Radio-f（静岡県富士市） - 月曜・水曜 19:00-20:00
- コーストＦＭ（静岡県沼津市） - 第1週を除く月曜 19:00-20:00
- FM-Hi!（静岡県静岡市葵区） - 月曜-金曜 19:00-20:00
- PORT WAVE（三重県四日市市） - 月曜-木曜 19:00-20:00
- Radio MOMO（岡山県岡山市） - 火曜・水曜 19:00-20:00、金曜 19:30-20:00
- RADIO BIRD（鳥取県鳥取市） - 月曜-金曜 19:00-20:00（年末年始はフルネット）
- FMちゅーピー（広島県広島市中区） - 月曜-金曜 16:30-20:00（年末年始のみ）
- NANAKO（山口県萩市） - 月曜-木曜 18:30-20:00
- FM SUN（香川県坂出市） - 月曜-水曜 16:30～17:00、木曜・金曜 16:30-17:30
- Whale Station（高知県高知市） - 月曜-金曜 16:30-17:30、月曜・水曜 18:00-20:00、火曜・木曜 18:30-20:00、金曜 18:00（第4金曜は18:30）-19:00・19:15-20:00
- シティエフエム都城（宮崎県都城市） - 月曜-木曜 17:00-20:00
- FRIENDS FM762（鹿児島県鹿児島市） - 月曜 19:15-20:00、火曜 19:00-20:00

### 番組終了前に再送信を打ち切ったコミュニティFM局
- GREENFM（北海道札幌市南区） - 月曜-金曜 16:30-20:00（2008年12月5日の放送中に事実上の閉局）
- FMニセコ（北海道虻田郡倶知安町） - 月曜-金曜 16:30～20:00（2007年9月まで）